# Натрене
На́трене (Натре; латыш. Nātrene, Ērkava, Nātra, Nātre) — река в Латвии. Течёт по территории Сканькалнской волости Мазсалацского края. Левый приток верхнего течения Салацы.
Длина реки составляет 13 км. Площадь водосборного бассейна равняется 27,5 км².
Начинается от слияние рек Вачупите (латыш. Vačupīte) и Демократупите (латыш. Demokrātupīte) у хутора Вачи. Впадает в Салацу напротив болота Пецас (латыш. Pēcas purvs).
В нижнем течении впадает правый приток Экава (латыш. Ēkava).
На левом берегу нижнего течения возле устья находится один из крупнейших природных валунов Латвии (латыш. Ķāvju dižakmens, Ķāvu dižakmens).